# Лилли, Метта
Метта Магдалена Лилли (швед. Metta Magdalena Lillie; 2 сентября 1709 — 7 мая 1788) — автор первого (из известных) дневника, написанного женщиной в Швеции. Дневник, сохранившийся в виде рукописи, представляет собой ценный исторический документ.

## Биография и творчество
Метта Лилли родилась в 1709 году в Вестра-Гёталанде. Она была старшей дочерью полковника Юхана Абрахама Лилли. В 1737 году она начала вести дневник и продолжала записи вплоть до своего замужества в 1750 году. Дневник Метты Лилли начинается с рассказа о событиях в семьях родственников — рождениях, свадьбах и т. д. Однако после смерти отца он становится для неё способом излить тревоги и беспокойство за будущее семьи.
Среди тем, которые Метта затрагивает в своём дневнике, можно выделить четыре основных. Первая — уже упомянутые внутрисемейные события. Вторая касается финансовых вопросов: Метта со всей подробностью и тщательностью фиксирует (возможно, по просьбе родственников) факты получения наследства, займов, дарений и т. д. Третья тема касается вопросов современной политики, которой Метта живо интересовалась. Она получала новости от брата из Стокгольма, а также читала газеты. Благодаря её заметкам историки могут получить представление об образе мыслей и реакции на те или иные события представителей провинциального населения Швеции XVIII века. Наконец, четвёртая тема связана с религией: Метта была глубоко религиозна и её мировоззрение определялось Библией и христианской моралью. Её записи изобилуют обращениями к Богу и к Иисусу, которого она называет своим единственным другом.
Когда Метта Лилли начала вести дневник, ей было 28 лет. Многие её сверстницы к этому возрасту давно были замужем, но Метта и её сёстры оставались незамужними, что заставляло её ощущать собственную ненужность и недостаток уважения со стороны общества. В 1750 году, однако, Метта вышла замуж за Яна Аксельссона Натт ох Дага, вдовца. В последних записях Метта выражает волнение по поводу столь судьбоносного решения, но вместе с тем смирение и покорность воле матери и Провидения. Дневник заканчивается в тот период, когда новобрачные переехали в имение мужа.
Дневник Метты Лилли — ценный документ, представляющий портрет шведской женщины XVIII века. Начинаясь как простая фиксация событий, он постепенно переходит в размышления о жизни и о собственной судьбе.